# شاین (فیلم)
شاین (انگلیسی: Cheyenne) فیلمی در ژانر وسترن به کارگردانی رائول والش است که در سال ۱۹۴۷ منتشر شد.

## بازیگران
- دنیس مورگن
- جین وایمن
- جنیس پیج
- آلن هیل
- آرتور کندی
- بارتون مک‌لین
- تام تایلر
- مونته بلو
- باب استیل
- بروس بنت
- جان ریدگلی
- کارل هاربا